# Râul Deia, Moldovița
Râul Deia este un curs de apă, afluent al râului Moldovița.

## Hărți
- Harta județului Suceava